# Vlugheid en Kracht
Vlugheid en Kracht (samengevat: V&K) is een voormalige handbalvereniging en gymnastiekvereniging uit Groningen. V&K werd in 1904 opgericht als scherm- en gymnastiekvereniging. In 1953 splitste de handbaltak van de gymnastiektak. De handbalkant ging verder onder de naam van Vlugheid en Kracht. V&K heeft in de beginjaren van de zaalhandbalcompetitie meegedaan om de landstitel, maar nooit zonder resultaat.
In 1997 fuseerde de vereniging met Sparta en speelde zij onder de naam van Vlugheid en Sparta.
De gymnastiekvereniging Vlugheid en Kracht bestaat echter nog steeds, en de externe link hieronder is de link naar de website van de gymnastiekvereniging (tegenwoordig omnisportvereniging) Vlugheid en Kracht.

## Varia
- De vereniging dient niet te worden verward met de gelijknamige gymnastiekvereniging Vlugheid en Kracht in Kollum.